# Bujdos
Bujdos (románul Vâlcelele) falu Romániában, Erdélyben, Kolozs megyében.

## Fekvése
Alparéttől délnyugatra, hegyekkel körülvett szűk völgyben, a határán eredő kis patak partján fekvő település.

## Nevének eredete
Budos (Büdös) nevét egy régi Büdös forrásról vagy patakról vette. Jelenlegi neve ennek elrománosodott alakja.

## Története
Bujdos nevét 1507-ben említette először oklevél Budos néven, mint Alparét tartozékát.
További névváltozatai: 1577-ben Bwdws, 1750-ben Bujdos (Kádár II. 297), 1750-ben Budus, 1808-ban Büdös, Budosu, 1861-ben Búdos, 1888-ban Bujdos (Budus), 1913-ban Bujdos.
1507 előtt nádasdi Onger család birtoka volt. 1507-bena birtok Onger János fiainak Jánosnak és Miklósnak örökös nélküli halála után, Szobi Mihállyal kötött kölcsönös örökösödési szerződésük alapján, a király adományából Szobi Péter fiára Mihályra szállt.
1521-ben Héderfái Barlabási Lénárd erdélyi alvajda itteni részét végrendeletileg leányaira: Katalin Nyujtódi Demeternére, Magdolna Somkereki Erdélyi Gergelynére és Zsófia, Borbála, Fruzsina hajadonokra hagyta.
1577 előtt Barrabási János csanádi püspök birtoka, aki Barrabási Ferenccel és Mihálylyal, Bogáthi Ozsvátnéval megosztozott; utóbbi leányát Kendi Antalhoz adta nőül s örökölte a Barrabásiak halála után ezek részét is.
1577-ben Báthory Kristóf az itteni birtokában 1573-ban megerősített Radák Lászlónak itteni részét annak hűtlensége miatt tőle elvette és Kendy Ferencnek adományozta. Másik birtokosa Sidó Balázs, köblösi Theke Lukács főispán veje, (Barcsai Magdolna nejétől való gyermekei: Borbára, Ferencz és Gáspár) Ugyanők birják még 1590-ben is.
1694-ben birtokosai: Apor István és a Désy család voltak.
1696-ban Bujdos török hódoltsági falu volt.
1770–1773 közötti összeíráskor főbb birtokosai Altorjai Apor István apai-anyai jogon. Gyulafalvi Rednik Tódorné és János (Máramarosm. adományos), Csik-Nagy-Boldogasszonyfalvi Jánosi Ferenc armalis Apor udvarbirója. Czegöldi Györgyné Korodi Erzsébet, Teke Ferenc első neje Sombory Borbálától való leánya Zsófi, Boncznyiresi Dobay Györgyné leányuk Anna Rödi Somlyai Gáspárné, kinek leánya Anna 2-or Kis-Dobai Dobai Ferenczné, leányuk Márta Rettegi Viski Györgyné. 1898-ban pedig birtokosa volt báró Diószegi Géza, örökségként atyja báró Diószegi Antal után.
A trianoni békeszerződés előtt Szolnok-Doboka vármegye Csákigorbói járásához tartozott.
1910-ben 517 lakosából 32 fő magyarnak, 481 románnak vallotta magát. A népességből 6 fő római katolikus, 478 görögkatolikus, 6 református, 24 izraelita volt.